# Ярмут 33
Ярмут 33 (англ. Yarmouth 33) — індіанська резервація в Канаді, у провінції Нова Шотландія, у межах графства Ярмут.

## Населення
За даними перепису 2016 року, індіанська резервація нараховувала 157 осіб. Середня густина населення становила 502,2 осіб/км².
З офіційних мов обидвома одночасно не володів жоден з жителів, тільки англійською — 155.
Працездатне населення становило 52% усього населення, рівень безробіття — 15,4%.

## Клімат
Середня річна температура становить 7,1°C, середня максимальна – 20,4°C, а середня мінімальна – -7,7°C. Середня річна кількість опадів – 1 265 мм.
| Клімат поселення                              | Клімат поселення | Клімат поселення | Клімат поселення | Клімат поселення | Клімат поселення | Клімат поселення | Клімат поселення | Клімат поселення | Клімат поселення | Клімат поселення | Клімат поселення | Клімат поселення | Клімат поселення |
| Показник                                      | Січ.             | Лют.             | Бер.             | Квіт.            | Трав.            | Черв.            | Лип.             | Серп.            | Вер.             | Жовт.            | Лист.            | Груд.            |                  |
| Середній максимум, °C                         | 1,10             | 1,29             | 4,56             | 9,70             | 14,54            | 18,68            | 20,38            | 20,30            | 17,70            | 13,15            | 8,67             | 3,25             |                  |
| Середня температура, °C                       | −3,28            | −3,09            | 0,19             | 5,32             | 10,17            | 14,30            | 16,73            | 16,65            | 14,05            | 9,50             | 5,02             | −0,41            |                  |
| Середній мінімум, °C                          | −7,65            | −7,47            | −4,19            | 0,93             | 5,79             | 9,93             | 13,09            | 13,00            | 10,41            | 5,85             | 1,35             | −4,05            |                  |
| Норма опадів, мм                              | 127              | 100              | 110              | 100              | 97               | 93               | 84               | 83               | 91               | 107              | 133              | 140              |                  |
| Середньомісячна швидкість вітру, м/с          | 4.96             | 4.98             | 4.89             | 4.66             | 4.16             | 3.91             | 3.45             | 3.43             | 3.90             | 4.53             | 4.88             | 5.10             |                  |
| Середньомісячна сонячна радіація, кДж/м²·день | 5080             | 8063             | 12043            | 15469            | 18332            | 20521            | 20194            | 17990            | 13890            | 9150             | 5409             | 4106             |                  |
| --------------------------------------------- | ---------------- | ---------------- | ---------------- | ---------------- | ---------------- | ---------------- | ---------------- | ---------------- | ---------------- | ---------------- | ---------------- | ---------------- | ---------------- |
| Джерело:                                      |                  |                  |                  |                  |                  |                  |                  |                  |                  |                  |                  |                  |                  |